# Acytolepis
Acytolepis is een geslacht van vlinders van de familie van de Lycaenidae. De wetenschappelijke naam en de beschrijving van dit geslacht zijn voor het eerst gepubliceerd in 1927 door Lambertus Johannes Toxopeus.

## Soorten
- Acytolepis armenta (Fruhstorfer, 1910)
- Acytolepis lilacea (Hampson, 1889)
- Acytolepis najara (Fruhstorfer, 1910)
- Acytolepis ripte (Druce, 1895)
- Acytolepis samanga (Fruhstorfer, 1910)
- Acytolepis puspa (Horsfield, 1828)